# (43869) 1994 RD11
(43869) 1994 RD11 là một tiểu hành tinh nằm ở rìa trong của vành đai chính. Nó được phát hiện bởi Robert H. McNaught ở Đài thiên văn Siding Spring ở Coonabarabran, New South Wales, Australia, ngày 10 tháng 9 năm 1994.